# Sphingonaepiopsis pfeifferi
Sphingonaepiopsis pfeifferi är en fjärilsart som beskrevs av Hans Zerny 1933. Sphingonaepiopsis pfeifferi ingår i släktet Sphingonaepiopsis och familjen svärmare. Inga underarter finns listade i Catalogue of Life.